# Siphamia
Siphamia is een geslacht van straalvinnige vissen uit de familie van kardinaalbaarzen (Apogonidae).

## Soorten
- Siphamia arabica Gon & Allen, 2012
- Siphamia argentea Lachner, 1953
- Siphamia brevilux Gon & Allen, 2012
- Siphamia cephalotes Castelnau, 1875
- Siphamia corallicola Allen, 1993
- Siphamia cuneiceps Whitley, 1941
- Siphamia cyanophthalma Gon & Allen, 2012
- Siphamia elongata Lachner, 1953
- Siphamia fistulosa Weber, 1909
- Siphamia fraseri Gon & Allen, 2012
- Siphamia fuscolineata Lachner, 1953
- Siphamia goreni Gon & Allen, 2012
- Siphamia guttulatus Alleyne & Macleay, 1877
- Siphamia jebbi Allen, 1993
- Siphamia majimai Matsubara & Iwai, 1958
- Siphamia mossambica Smith, 1955
- Siphamia randalli Gon & Allen, 2012
- Siphamia roseigaster Ramsay & Ogilby, 1887
- Siphamia senoui Gon & Allen, 2012
- Siphamia spinicola Gon & Allen, 2012
- Siphamia stenotes Gon & Allen, 2012
- Siphamia tubifer Weber, 1909
- Siphamia tubulata Weber, 1909